# Ha Seok-ju
Ha Seok-ju (en coreano: 하석주; nacido el 20 de febrero de 1968 en Hamyang, Gyeongsang del Sur) es un exfutbolista y actual entrenador surcoreano. Jugaba de centrocampista y su último club fue el Pohang Steelers de Corea del Sur. Actualmente dirige a la Universidad de Ajou.
Ha fue internacional absoluto por la Selección de fútbol de Corea del Sur, en donde totalizó 95 partidos y anotó 23 goles. Además, disputó las Copas Mundiales de la FIFA de 1994 y 1998. Era conocido por su pie izquierdo, ya que era uno de los pocos jugadores zurdos coreanos en ese entonces.
En la Copa Mundial de Fútbol de 1998, Ha disputó el primer partido de Corea del Sur contra México, en el que abrió el marcador con un tiro libre, pero fue expulsado tres minutos después por juego brusco; en la segunda parte, los mexicanos revertirían el marcador para ganar por 3-1. Debido a su tarjeta roja, Ha no pudo jugar ante los Países Bajos, encuentro en el que su selección cayó por 5-0 y quedó eliminada del torneo. Volvió para el cierre de fase de grupos ante Bélgica, donde asistió a Yoo Sang-chul para la igualdad final. Sin embargo, pese a haber contribuido a los dos goles de los Guerreros Taeguk en la Copa del Mundo de 1998, no pudo evitar las críticas en su país. Además, se sentía culpable con el entrenador Cha Bum-kun, quien fue despedido de la selección nacional durante el torneo, por lo que no le habló durante 20 años.

## Trayectoria

### Clubes como futbolista
| Club                | País          | Año         |
| ------------------- | ------------- | ----------- |
| Pusan Daewoo Royals | Corea del Sur | 1990 - 1997 |
| Cerezo Osaka        | Japón         | 1998        |
| Vissel Kobe         | Japón         | 1998 - 2000 |
| Pohang Steelers     | Corea del Sur | 2001 - 2003 |

### Selección nacional como futbolista
| Selección | País          | Año         |
| --------- | ------------- | ----------- |
| Absoluta  | Corea del Sur | 1991 - 2001 |

### Clubes como entrenador
| Club                        | País          | Año             |
| --------------------------- | ------------- | --------------- |
| Pohang Steelers (asistente) | Corea del Sur | 2003 - 2004     |
| Gyeongnam F.C. (asistente)  | Corea del Sur | 2005 - 2007     |
| Jeonnam Dragons (asistente) | Corea del Sur | 2008 - 2010     |
| Universidad de Ajou         | Corea del Sur | 2011 - 2012     |
| Jeonnam Dragons             | Corea del Sur | 2012 - 2014     |
| Universidad de Ajou         | Corea del Sur | 2015 - Presente |

## Estadísticas

### Como futbolista

#### Clubes
| Club            | Año           | Liga          | Liga  | Liga  | Copa Nacional | Copa Nacional | Copa de la Liga | Copa de la Liga | Total | Total |
| Club            | Año           | División      | Part. | Goles | Part.         | Goles         | Part.           | Goles           | Part. | Goles |
| --------------- | ------------- | ------------- | ----- | ----- | ------------- | ------------- | --------------- | --------------- | ----- | ----- |
| Daewoo Royals   | 1990          | K League      | 24    | 4     | 2             | 5             | —               | —               | 26    | 9     |
| Daewoo Royals   | 1991          | K League      | 34    | 7     | —             | —             | —               | —               | 34    | 7     |
| Daewoo Royals   | 1992          | K League      | 22    | 5     | —             | —             | 7               | 0               | 29    | 5     |
| Daewoo Royals   | 1993          | K League      | 9     | 0     | —             | —             | 2               | 0               | 11    | 0     |
| Daewoo Royals   | 1994          | K League      | 16    | 4     | —             | —             | 0               | 0               | 16    | 4     |
| Daewoo Royals   | 1995          | K League      | 27    | 3     | —             | —             | 7               | 4               | 34    | 7     |
| Daewoo Royals   | 1996          | K League      | 22    | 11    | ?             | ?             | 4               | 0               | 26    | 11    |
| Daewoo Royals   | 1997          | K League      | 4     | 0     | ?             | ?             | 9               | 4               | 13    | 4     |
| Daewoo Royals   | Total         | Total         | 158   | 34    | 2             | 5             | 29              | 8               | 189   | 47    |
| Cerezo Osaka    | 1998          | J1 League     | 17    | 2     | 0             | 0             | 0               | 0               | 17    | 2     |
| Vissel Kobe     | 1998          | J1 League     | 9     | 2     | 2             | 1             | 0               | 0               | 11    | 3     |
| Vissel Kobe     | 1999          | J1 League     | 28    | 7     | 0             | 0             | 1               | 0               | 29    | 7     |
| Vissel Kobe     | 2000          | J1 League     | 28    | 2     | 4             | 0             | 1               | 0               | 33    | 2     |
| Vissel Kobe     | Total         | Total         | 65    | 11    | 6             | 1             | 2               | 0               | 73    | 12    |
| Pohang Steelers | 2001          | K League      | 25    | 3     | ?             | ?             | 6               | 0               | 31    | 3     |
| Pohang Steelers | 2002          | K League      | 26    | 0     | ?             | ?             | 8               | 0               | 34    | 0     |
| Pohang Steelers | 2003          | K League      | 6     | 0     | 0             | 0             | —               | —               | 6     | 0     |
| Pohang Steelers | Total         | Total         | 57    | 3     | ?             | ?             | 14              | 0               | 71    | 3     |
| Total carrera   | Total carrera | Total carrera | 297   | 50    | 8             | 6             | 45              | 8               | 350   | 64    |

1. ↑  Apariciones como jugador de reserva en el Campeonato Nacional de Corea[5]
2. 1 2 3 4  Aparición(es) en la Korean FA Cup

#### Selección nacional
Fuente:
| Selección de Corea del Sur | Selección de Corea del Sur | Selección de Corea del Sur |
| Año                        | Part.                      | Goles                      |
| -------------------------- | -------------------------- | -------------------------- |
| 1991                       | 5                          | 5                          |
| 1992                       | 4                          | 0                          |
| 1993                       | 17                         | 9                          |
| 1994                       | 18                         | 2                          |
| 1995                       | 3                          | 0                          |
| 1996                       | 12                         | 1                          |
| 1997                       | 19                         | 3                          |
| 1998                       | 6                          | 1                          |
| 1999                       | 2                          | 0                          |
| 2000                       | 5                          | 1                          |
| 2001                       | 4                          | 1                          |
| Total                      | 95                         | 23                         |

##### Goles internacionales
| No  | Fecha                    | Sede                 | Oponente               | Gol     | Resultado | Competición                                          |
| --- | ------------------------ | -------------------- | ---------------------- | ------- | --------- | ---------------------------------------------------- |
| 1.  | 9 de junio de 1991       | Seúl, Corea del Sur  | Indonesia              | 1 gol   | 3–0       | Copa Presidente 1991                                 |
| 2.  | 11 de junio de 1991      | Seúl, Corea del Sur  | Malta                  | 1 gol   | 1–1       | Copa Presidente 1991                                 |
| 3.  | 16 de junio de 1991      | Seúl, Corea del Sur  | Egipto                 | 2 goles | 2–0       | Copa Presidente 1991                                 |
| 4.  | 16 de junio de 1991      | Seúl, Corea del Sur  | Egipto                 | 2 goles | 2–0       | Copa Presidente 1991                                 |
| 5.  | 27 de julio de 1991      | Nagasaki, Japón      | Japón                  | 1 gol   | 1–0       | Partido Anual Corea-Japón                            |
| 6.  | 28 de abril de 1993      | Ulsan, Corea del Sur | Irak                   | 1 gol   | 2–2       | Partido amistoso                                     |
| 7.  | 11 de mayo de 1993       | Beirut, Líbano       | Líbano                 | 1 gol   | 1–0       | Eliminatorias para la Copa Mundial de Fútbol de 1994 |
| 8.  | 13 de mayo de 1993       | Beirut, Líbano       | India                  | 1 gol   | 3–0       | Eliminatorias para la Copa Mundial de Fútbol de 1994 |
| 9.  | 15 de mayo de 1993       | Beirut, Líbano       | Hong Kong              | 1 gol   | 3–0       | Eliminatorias para la Copa Mundial de Fútbol de 1994 |
| 10. | 5 de junio de 1993       | Seúl, Corea del Sur  | Hong Kong              | 1 gol   | 4–1       | Eliminatorias para la Copa Mundial de Fútbol de 1994 |
| 11. | 7 de junio de 1993       | Seúl, Corea del Sur  | Líbano                 | 1 gol   | 2–0       | Eliminatorias para la Copa Mundial de Fútbol de 1994 |
| 12. | 9 de junio de 1993       | Seúl, Corea del Sur  | India                  | 1 gol   | 7–0       | Eliminatorias para la Copa Mundial de Fútbol de 1994 |
| 13. | 16 de octubre de 1993    | Doha, Catar          | Irán                   | 1 gol   | 3–0       | Eliminatorias para la Copa Mundial de Fútbol de 1994 |
| 14. | 28 de octubre de 1993    | Doha, Catar          | Corea del Norte        | 1 gol   | 3–0       | Eliminatorias para la Copa Mundial de Fútbol de 1994 |
| 15. | 1 de octubre de 1994     | Hiroshima, Japón     | Nepal                  | 2 goles | 11–0      | Juegos Asiáticos de 1994                             |
| 16. | 1 de octubre de 1994     | Hiroshima, Japón     | Nepal                  | 2 goles | 11–0      | Juegos Asiáticos de 1994                             |
| 17. | 25 de septiembre de 1996 | Seúl, Corea del Sur  | China                  | 1 gol   | 3–1       | Partido Anual Corea-China                            |
| 18. | 22 de enero de 1997      | Brisbane, Australia  | Australia              | 1 gol   | 1–2       | Opus Tournament 1997                                 |
| 19. | 2 de marzo de 1997       | Bangkok, Tailandia   | Tailandia              | 1 gol   | 3–1       | Eliminatorias para la Copa Mundial de Fútbol de 1998 |
| 20. | 4 de octubre de 1997     | Seúl, Corea del Sur  | Emiratos Árabes Unidos | 1 gol   | 3–0       | Eliminatorias para la Copa Mundial de Fútbol de 1998 |
| 21. | 13 de junio de 1998      | Lyon, Francia        | México                 | 1 gol   | 1–3       | Copa Mundial de Fútbol de 1998                       |
| 22. | 26 de abril de 2000      | Seúl, Corea del Sur  | Japón                  | 1 gol   | 1–0       | Partido amistoso                                     |
| 23. | 26 de abril de 2001      | El Cairo, Egipto     | Egipto                 | 1 gol   | 2–1       | LG Cup 2001                                          |

##### Participaciones en fases finales
| Torneo                         | Sede                  | Resultado        | Partidos | Goles |
| ------------------------------ | --------------------- | ---------------- | -------- | ----- |
| Copa Mundial de Fútbol de 1994 | Estados Unidos        | Primera fase     | 2        | 0     |
| Juegos Asiáticos de 1994       | Hiroshima             | Cuarto puesto    | —        | —     |
| Juegos Olímpicos de 1996       | Atlanta               | Primera fase     | 3        | 0     |
| Copa Asiática 1996             | EAU                   | Cuartos de final | 4        | 0     |
| Copa Mundial de Fútbol de 1998 | Francia               | Primera fase     | 2        | 1     |
| Copa Asiática 2000             | Líbano                | Tercer puesto    | 3        | 0     |
| Copa Confederaciones 2001      | Corea del Sur / Japón | Primera fase     | 1        | 0     |

## Palmarés

### Como futbolista

#### Títulos nacionales
| Título                       | Club                   | País          | Año   |
| ---------------------------- | ---------------------- | ------------- | ----- |
| Campeonato Nacional de Corea | Daewoo Royals Reserves | Corea del Sur | 1990  |
| K League 1                   | Daewoo Royals          | Corea del Sur | 1991  |
| Copa de la Liga de Corea     | Pusan Daewoo Royals    | Corea del Sur | 1997  |
| K League 1                   | Pusan Daewoo Royals    | Corea del Sur | 1997  |
| Copa de la Liga de Corea     | Pusan Daewoo Royals    | Corea del Sur | 1997+ |

#### Distinciones individuales
| Distinción                                       | Año  |
| ------------------------------------------------ | ---- |
| Mejor Jugador del Campeonato Nacional de Corea   | 1990 |
| Máximo Goleador del Campeonato Nacional de Corea | 1990 |
| K League 1 Best XI                               | 1996 |
| World XI                                         | 1997 |
| AFC Asian All Stars                              | 1997 |